# Andrea Lucia Sarnari
Andrea Sarnari (n. 25 de julio de 1975, Bolívar (Buenos Aires) es una abogada y productora agropecuaria argentina, reconocida por ser la primera mujer en presidir la Federación Agraria Argentina (FAA) desde su fundación en 1912. También es miembro de la Asociación de la Cadena de la Soja Argentina (ACSOJA), donde participa en la representación del sector agropecuario.

## Formación Académica
Sarnari realizó sus estudios superiores en derecho y especialización en temas agrarios y economía social en reconocidas universidades argentinas:
- Abogacía, Facultad de Derecho, Universidad Nacional de Rosario (UNR). Egresada el 23 de febrero de 2001.[3]

- Magíster en Entidades de la Economía Social, Facultad de Derecho, Universidad Nacional de Rosario. Egresada el 22 de noviembre de 2018.

- Especialista en Derecho Agrario, Facultad de Ciencias Jurídicas y Sociales, Universidad Nacional del Litoral. Egresada el 26 de marzo de 2021.

- Doctorado en Derecho, Facultad de Derecho, Universidad Nacional de Rosario. En curso (etapa regular).

## Trayectoria en la Federación Agraria Argentina
A los 13 años, Sarnari se unió al Centro de Juventud Agraria de la FAA, iniciando así su participación activa en la organización. A lo largo de los años, ocupó diversos cargos, incluyendo la presidencia de la Fundación de la Federación Agraria entre 2000 y 2009, y en 2022 fue elegida secretaria gremial de la entidad.
En septiembre de 2024, durante el 110° Congreso Anual Ordinario de la FAA celebrado en Rosario, fue elegida presidenta de la organización, convirtiéndose en la primera mujer en ocupar este cargo en 112 años de historia de la entidad.

## Visión y Liderazgo
En su rol como presidenta de la FAA, Sarnari ha enfatizado la importancia de la participación femenina en el sector agropecuario. Ha señalado que, aunque históricamente los roles de liderazgo en el agro fueron ocupados por hombres, la presencia y protagonismo de las mujeres han crecido significativamente en los últimos años. En una entrevista, destacó que las mujeres en el agro son "contagiadoras, motivadoras y luchadoras".